# Anthony Sauthier
Anthony Sauthier (5 februari 1991) is een Zwitsers voetballer (middenvelder) die sinds 2009 voor de Zwitserse eersteklasser FC Sion uitkomt. 
1 Mall ·
3 Tsunemoto ·
4 Rouiller ·
5 Ondoua ·
6 Baron ·
7 Beniangba ·
8 Cognat ·
9 Stevanović ·
10 Antunes ·
11 Von Moos ·
14 Camara ·
17 Kutesa ·
18 Mazikou ·
19 Severin ·
20 Magnin ·
21 Guillemenot ·
24 Sawadogo ·
27 Crivelli ·
28 Douline ·
32 Frick  ·
Coach: Häberli